# Herbert Rose Barraud
Herbert Rose Barraud (24. srpna 1845, Camberwell – 1896, St Mary Cray) byl známý portrétní fotograf, který měl studia v Londýně a Liverpoolu.

## Životopis
Produkoval kabinetní fotografie mnoha slavných viktoriánských státníků, umělců a členů aristokracie, z nichž mnohé byly publikovány v jeho dvousvazkovém díle Men and Women of the Day, 1888–89. Většina Barraudových obrazů byly woodburytypie, ve své době nově vyvinutý proces, který se obdivuhodně hodil na portréty a dokázal přesně vykreslit střední tóny.
V letech 1873 až 1880 uzavřel partnerství pod hlavičkou Barraud & Jerrard s Georgem Milnerem Gibsonem Jerrardem (1848–1918).
Barraudova studia byla v letech 1883 až 1891 na adrese Gloucester Place 96, Portman Square v roce 1883, na ulici Oxford Street 263 („Několik dveří západně od Cirkusu“), v letech 1893 až 1896 na Piccadilly 73 a v roce 1897 na Piccadilly 126. Další studio se nacházelo na adrese Bold Street 92, Liverpool.
Herbertovým bratrem byl Francis James Barraud (1856–1924), umělec oslavovaný za to, že vytvořil obraz His Master's Voice, obraz používaný v reklamě na první gramofonové desky HMV. Jeho otcem byl malíř Henry Barraud; jeho syn Cyril Henry Barraud byl také umělec.

## Galerie

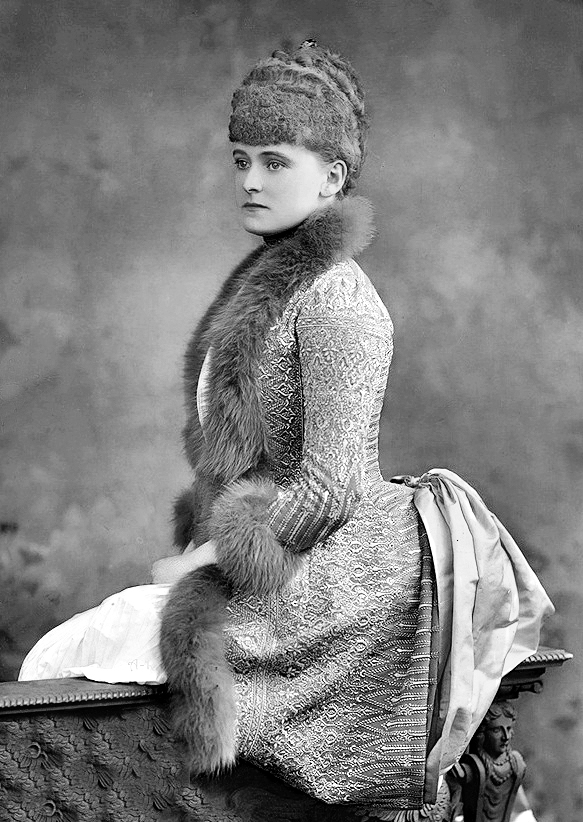
'Daisy' Greville, Frances Evelyn Maynard, Countess of Warwick, 1889
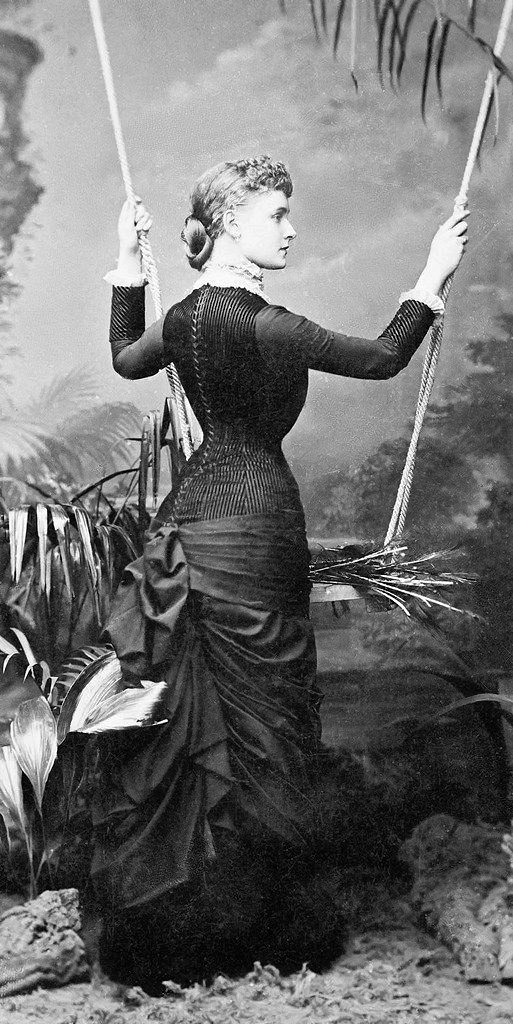
'Daisy' Greville, Frances Evelyn Maynard, Countess of Warwick, 1880–1890
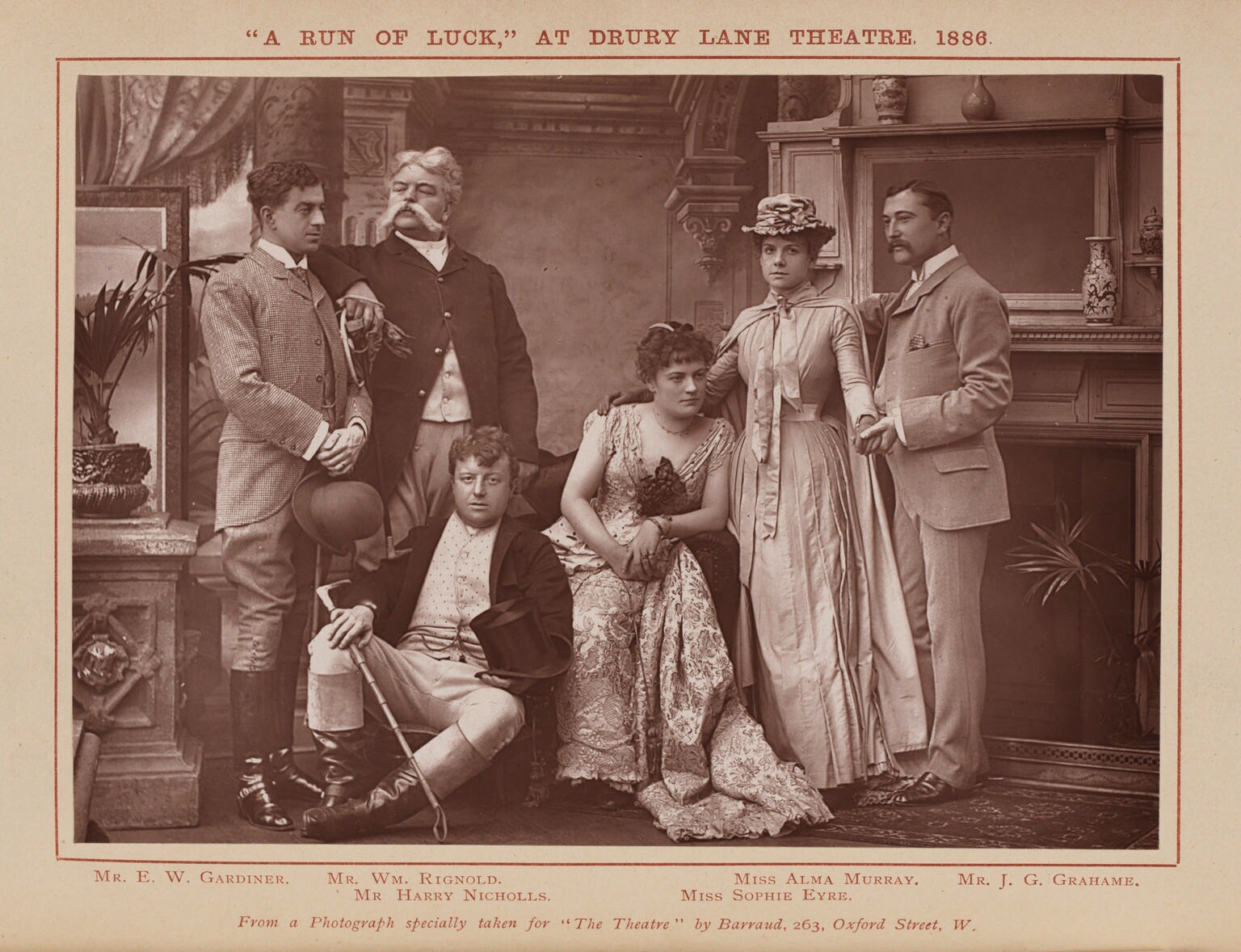
A Run of Luck at Drury Theatre, 1886
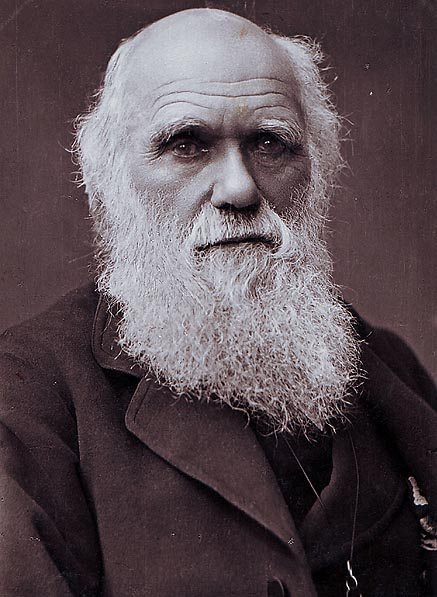
Charles Darwin, 1881
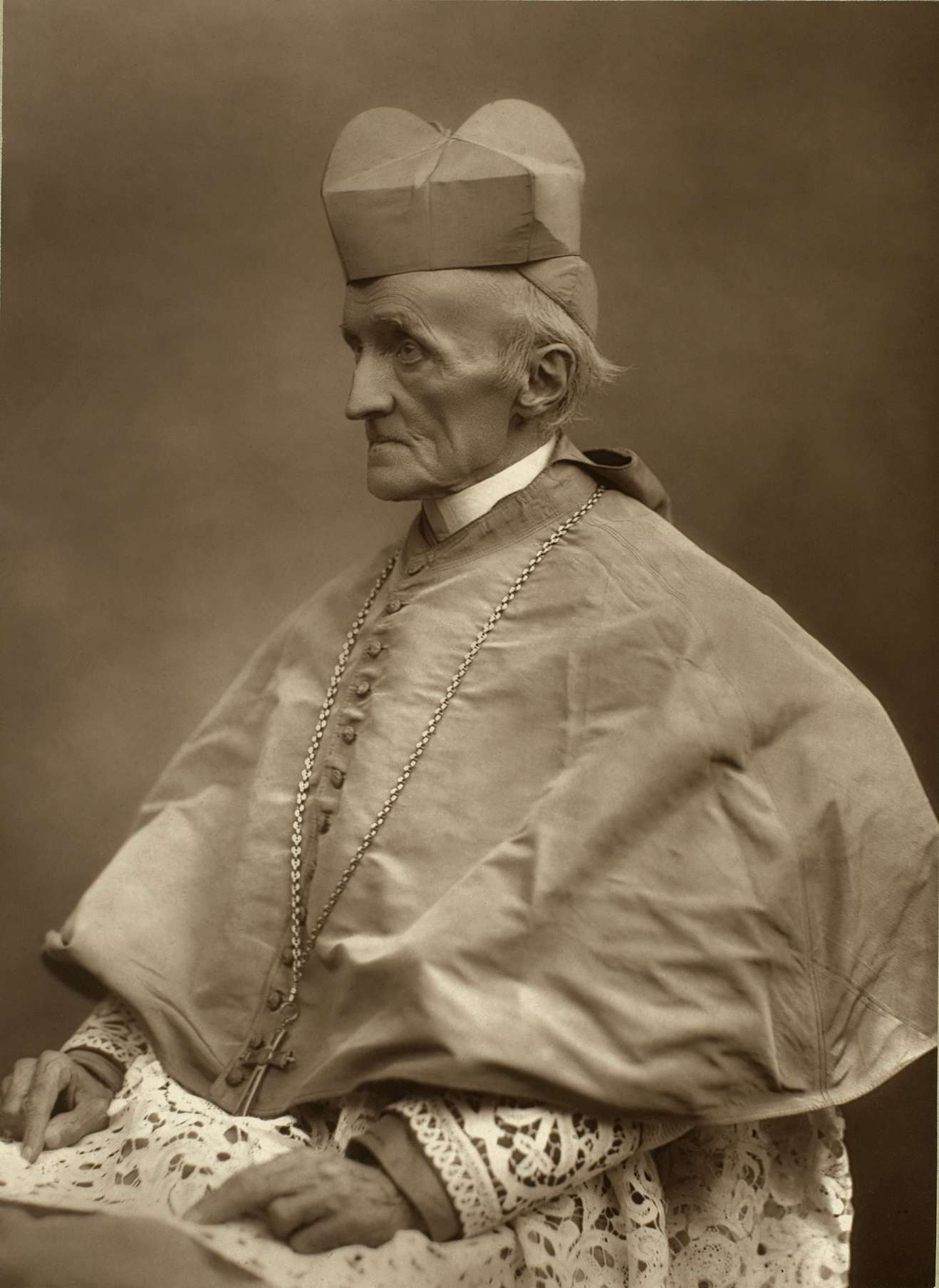
Henry Edward Manning, 1880–1890
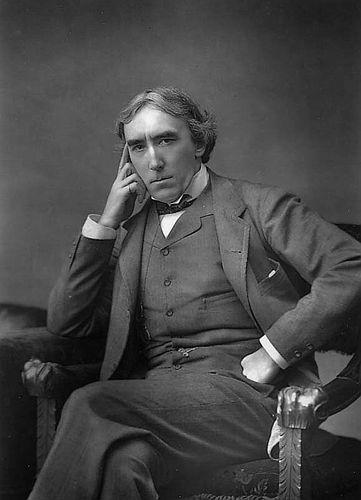
Henry Irving, herec
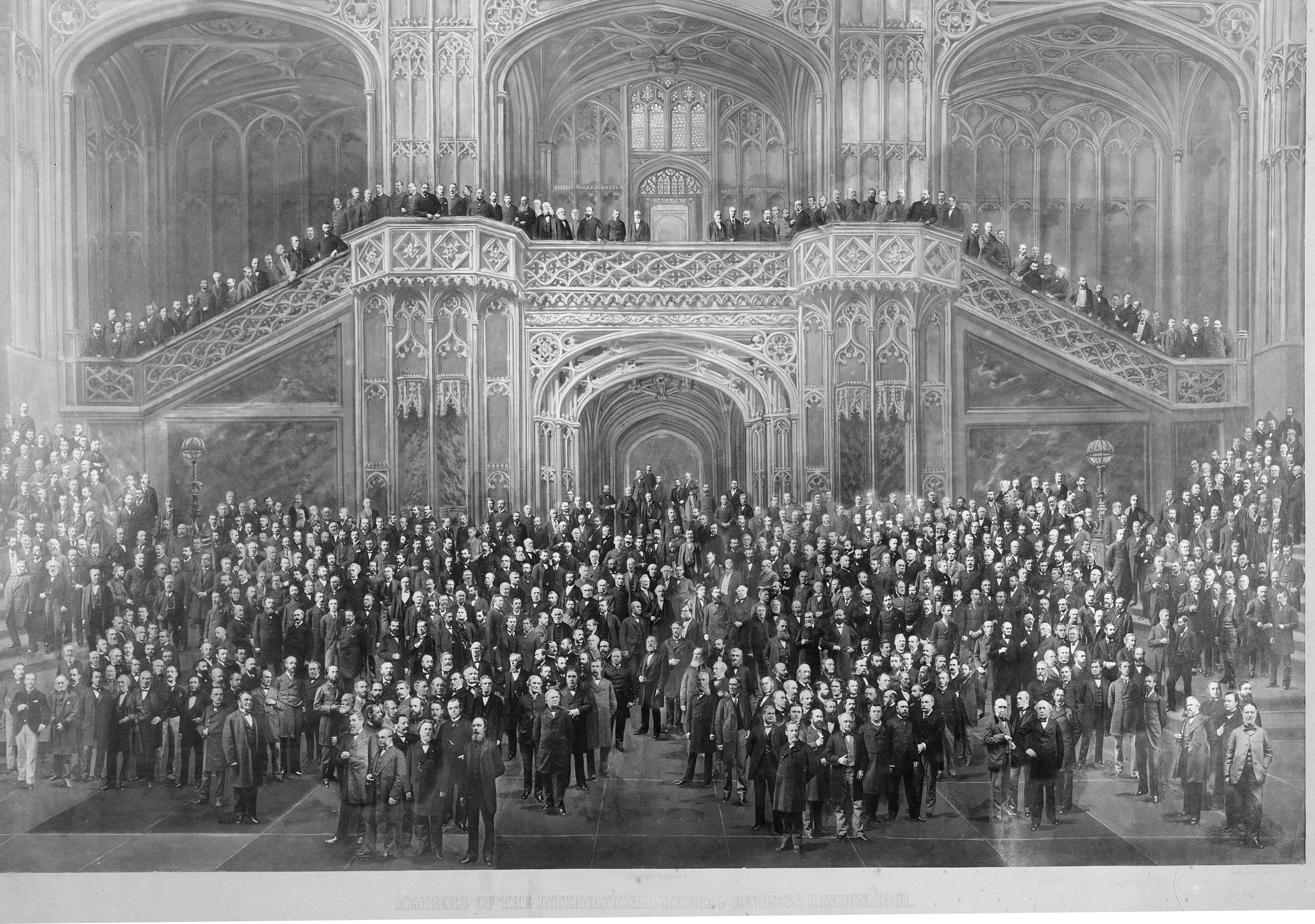
Členové Mezinárodního lékařského kongresu, Londýn
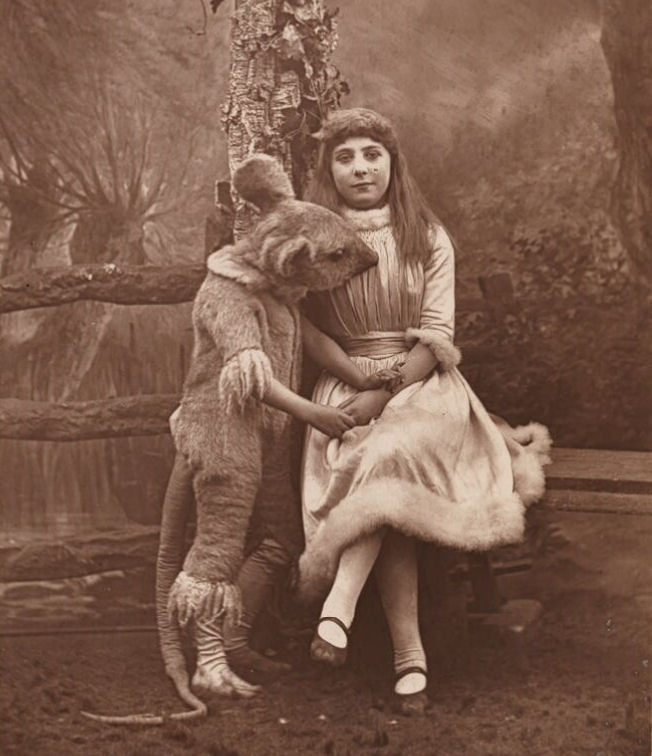
Phoebe Carlo Alice, 1886
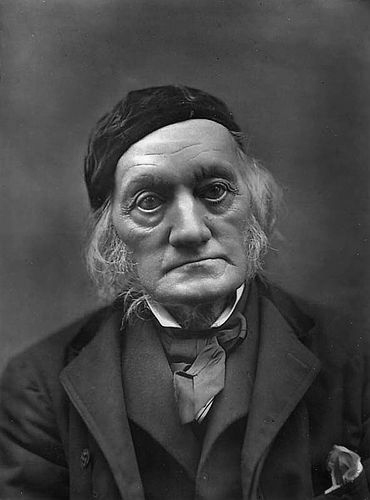
Professor Richard Owen